# Titularbistum Sulci
Sulci ist ein Titularbistum der römisch-katholischen Kirche. 
Es geht zurück auf einen mittelalterlichen Bischofssitz in der Stadt Sulki (heute Sant’Antioco), die sich im Südwesten Sardiniens befindet. Das Bistum Sulci war dem Erzbistum Cagliari als Suffraganbistum unterstellt.  
| Titularbischöfe von Sulci |                                                  |                                    |                 |                   |
| Nr.                       | Name                                             | Amt                                | von             | bis               |
| 1                         | Karl Heinz Jacoby                                | Weihbischof in Trier (Deutschland) | 3. Mai 1968     | 29. Januar 2005   |
| 2                         | George Antonysamy Titularerzbischof pro hac vice | Apostolischer Nuntius              | 4. August 2005  | 21. November 2012 |
| 3                         | Jean-Marie Speich Titularerzbischof pro hac vice | Apostolischer Nuntius              | 17. August 2013 |                   |